# ATP Антверпен 1988
1. ПЕРЕНАПРАВЛЕННЯ European Open 1988